# كارين أتارد
كارين أتارد (بالإنجليزية: Karen Attard)‏ (1958)؛ أديبة، كاتِبة، شاعرة وروائية أسترالية. درست في جامعة ويسترن سيدني.